# 奧尼西科韋 (科明捷爾尼夫西克區)
46°55′22″N 30°49′31″E / 46.92278°N 30.82528°E
奧尼斯科韋（烏克蘭語：Ониськове）是位於烏克蘭西南部的村莊，由敖德萨州敖德萨区的多布羅斯拉夫市鎮負責管轄。該村始建於1940年，面積0.78平方公里，海拔高度76米，2001年人口834，人口密度每平方公里1,069.23人。